# Самосир (остров)
Само́сир (индон. Samosir) — остров на озере Тоба в северной части Суматры, Индонезия. Административно входит в состав провинции Северная Суматра. Геологически остров является восстанавливающимся куполом вулканической кальдеры Тоба после её катастрофического извержения примерно 75 000 лет назад.

## География
Озеро Тоба и остров Самосир образовались в результате извержения супервулкана около 75 тыс. лет назад. Первоначально остров представлял собой полуостров, в западной части соединенный с окружающей сушей небольшим перешейком. В 1913 году перешеек был рассечён каналом, который был проложен в целях улучшения условий судоходства. Через канал наведен автодорожный мост.
Самосир, имея площадь 630 км², является крупнейшим в мире островом в озере на острове.
На острове есть два небольших озера — Сидихони и Аек-Натонанг.

## Туризм
Остров очень популярен у туристов из-за своей красоты и культуры батаков, живущих на острове. Большая часть заведений для туристов находится в области Туктук, где многие постройки выполнены в местном традиционном стиле. Добраться туда можно как через Пангуруран, так и на пароме из города Парапат.

## Население
Население острова составляет 108 869 человек, исходя из данных 2020 года.